# Micromus brandti
Micromus brandti är en insektsart som beskrevs av Tim R. New 1989. Micromus brandti ingår i släktet Micromus och familjen florsländor. Inga underarter finns listade i Catalogue of Life.